# Тлустов Володимир Борисович
Володимир Борисович Тлустов (1959—2022) — службовець Збройних Сил України, учасник російсько-української війни, який загинув під час російського вторгнення в Україну в 2022 році.

## Життєпис
Народився 7 березня 1959 року.
Загинув 20 березня 2022 року під час оборони м. Маріуполя Донецької області. В ході виконання бойового завдання отримав травми, які виявилися несумісними із життям.

## Нагороди
- орден «За мужність» III ступеня (2022, посмертно) — за особисту мужність і самовіддані дії, виявлені у захисті державного суверенітету та територіальної цілісності України, вірність військовій присязі, зразкове виконання службового обов'язку.
- відзнака Президента України «За участь в антитерористичній операції»